# Novosseldinski
Novosseldinski (en rus: Новосельдинский) és un poble (un possiólok) de l'óblast d'Uliànovsk, a Rússia, que el 2010 tenia 558 habitants. Pertany al districte municipal d'Uliànovsk.